# Varínka

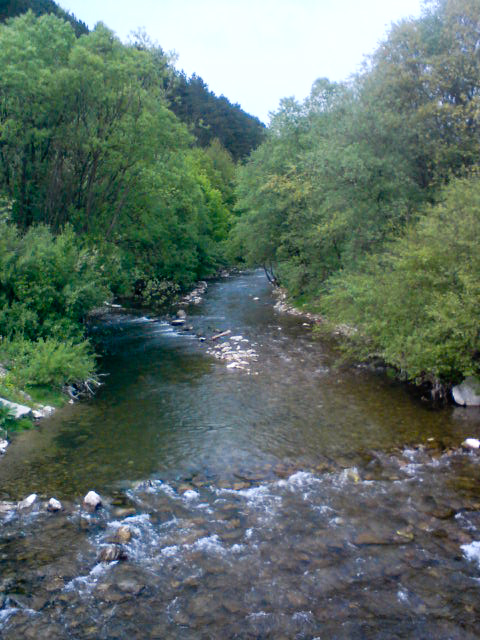
Varínka koło wsi Belá

Varínka – niewielka rzeka w Karpatach Zachodnich, w północnej Słowacji, w powiecie Żylina, prawobrzeżny dopływ Wagu.
Powstaje na wysokości 514 m n.p.m., na terenie wsi Terchová, z połączenia trzech potoków: Vrátňanka, Biely potok i Struháreň. Odtąd aż do ujścia do Wagu ma długość 15 km. Według innych źródeł za jej tok źródłowy uznaje się Vrátňankę i wówczas długość rzeczki wzrasta do 24 km. Jest ciekiem wodnym III rzędu. 
Od centrum Terchovej płynie ku południowemu zachodowi dość szeroką doliną, stanowiącą tu granicę między Małą Fatrą na południu i wąskim pasem Gór Kisuckich (Kysucká vrchovina). Przyjmuje jeszcze kilka większych dopływów lewostronnych z dolin Małej Fatry (Veľká Bránica, Beliansky potok, potok Kúr), po czym wypływa na teren Kotliny Żylińskiej i w miejscowości Varín na wysokości ok. 350 m n.p.m. uchodzi do Wagu. Do dorzecza Varínki należy cała północna część tzw. Małej Fatry Krywańskiej oraz południowe skłony Gór Kisuckich.
Varínka jest typową rzeką górską, o korycie w większości nieuregulowanym. W wielu miejscach tworzy rozległe kamieńce, a w nurcie kamieniste wyspy. Reżim wodny niwalno-pluwialny, z maksymalnymi przepływami wiosną, w czasie topnienia śniegów w górach, oraz na początku lata, w czasie wezbrań „świętojańskich”.
Na całej długości swojego biegu płynie na terenie otuliny Parku Narodowego Mała Fatra.